# Baranowski Glacier
Baranowski Glacier är en glaciär i Antarktis. Den ligger i Sydshetlandsöarna. Argentina, Chile och Storbritannien gör anspråk på området. Baranowski Glacier ligger 97 meter över havet.
Terrängen runt Baranowski Glacier är kuperad åt nordväst, men österut är den platt. Havet är nära Baranowski Glacier österut. Trakten är glest befolkad. Närmaste befolkade plats är Commandante Ferraz Station, 13,9 kilometer norr om Baranowski Glacier. 